# Akademgorodok (Novosibirsk)

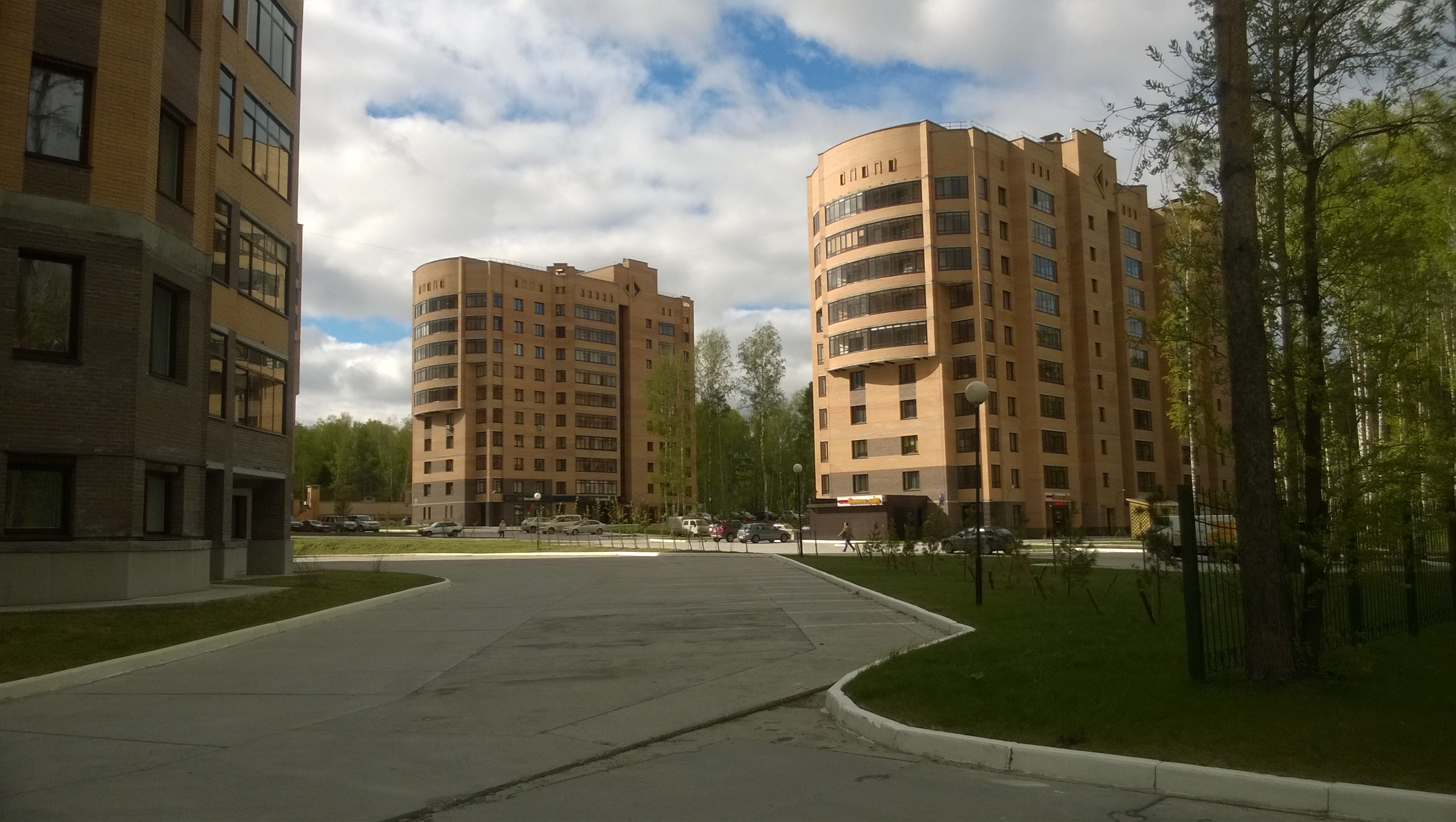
Bytové domy

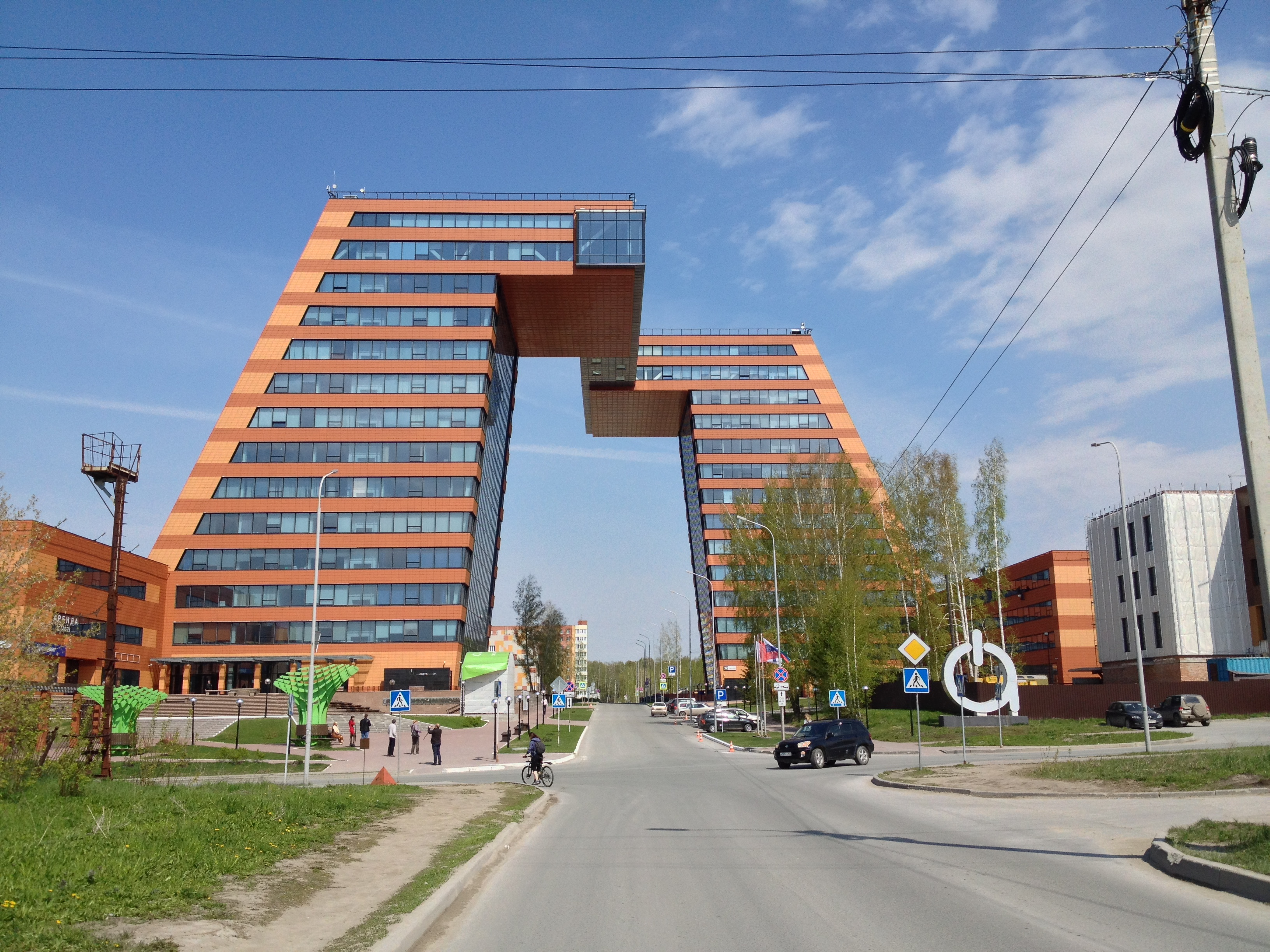
Hlavní budova Novosibirského vědecko-technologického parku

Akademgorodok  (rusky Академгородок) je vědecké městečko v Sovětském rajónu Novosibirska. Nachází se asi 20 km jižně od centra města Novosibirsk, na břehu Novosibirské přehrady. Jedná se o jedno z nejdůležitějších výzkumných a vzdělávacích center Ruska. Jsou zde situovány desítky vědecko-výzkumných ústavů, Prezidium Sibiřského oddělení Ruské akademie věd, Novosibirská státní univerzita či Novosibirský vědecko-technologický park.

## Historie
Akademgorodok (v překladu akademické městečko) byl založen roku 1957 z iniciativy akademiků Michaila Alexejeviče Lavrentěva, Sergeje Lvoviče Soboleva a Sergeje Alexejeviče Christianoviče.
Výstavba začala v roce 1958, budovy prvních institucí a bytových domů byly předány k užívání v roce 1959 (jako první byl otevřen Ústav hydrodynamiky Sibiřského oddělení Ruské akademie věd). V následujících letech bylo otevřeno ještě více než 20 ústavů, nová sídliště a Novosibirská státní univerzita, která zde započala svou činnost 28. září 1959.
Právě v novosibirském Akademgorodku se roku 1968 konal první oficiální sovětský festival autorské písně Pod integrálem (Под интегралом).
Po rozpadu Sovětského svazu došlo v Akademgorodku, stejně jako v celé zemi, k hluboké hospodářské krizi. Mzdy vědců podlehly tak silné devalvaci, že za ně mnohdy nebylo možno zabezpečit základní životní potřeby, začala proto masová emigrace vědců do zahraničních výzkumných ústavů.
Záhy se však také začali objevovat soukromí investoři (především ze zahraničí), kteří zde otevřeli svá výzkumná zařízení. Vznikla zde tak např. pobočka výrobce procesorů Intel, softwarové firmy IBM či poskytovatele služeb v oblasti těžby ropy Schlumberger. Zrodila se zde také ruská softwarová společnost Novosoft. Roku 2006 dosáhly soukromé investice do Akademgorodku 150 milionů dolarů a dále rostly.
V roce 2013 zde byl odhalen pomník laboratorní myši.

## Novosibirský vědecko-technologický park
Roku 2013 zde byl dokončen Novosibirský vědecko-technologický park, do jehož budování byla investována asi 1 miliarda dolarů z veřejných i soukromých zdrojů. Tato instituce poskytuje zázemí a bezplatně půjčuje nezbytnou aparaturu pro malé technologické firmy a startupy. V roce 2015 v Novosibirském vědecko-technologickém parku působilo již okolo 300 firem, které se zabývaly nejrůznějšími odvětvími od nanotechnologií až po grafiku. Jejich roční obrat činil asi 17 miliard rublů a zaměstnávaly na 9 tisíc lidí.

## Hlavní vědecké a vzdělávací instituce Akademgorodoku
- Ústav termofyziky S. S. Kutateladze
- Ústav anorganické chemie A. V. Nikolajeva
- Institut katalýzy G. K. Boreskova
- Ústav organické chemie N. N. Vorožcova
- Ústav jaderné fyziky  G. I. Budkera
- Institut informačních systémů  A. P. Eršova
- Ústav výpočetních technologií
- Ústav výpočetní matematiky a matematické geofyziky
- Ústav chemické biologie a základního lékařství
- Ústav cytologie a genetiky
- Ústav molekulární a buněčné biologie, sibiřská pobočka Ruské akademie věd
- Ústav pedologie a agrochemie, sibiřská pobočka Ruské akademie věd
- Ústav matematiky  S. L. Soboleva
- Ústav geologie a geofyziky ropy a zemního plynu  A. A. Trofymuka
- Ústav automatizace a elektrometrie
- Ústav geologie a mineralogie V. S. Soboleva, sibiřská pobočka Ruské akademie věd
- Institut fyziky polovodičů  A. V. Ržanova
- Ústav teoretické a aplikované mechaniky S. A. Christianoviče

- Ústav chemické kinetiky a spalování

- Institut hydrodynamiky M. A. Lavrentěva
- Ústav archeologie a etnografie
- Ústav ekonomiky a organizace průmyslové výroby
- Ústav filozofie a práva
- Historický ústav
- Ústav laserové fyziky
- Ústav chemie pevných látek a mechanochemie
- Výzkumný ústav oběhové patologie E. N. Mešalkyna
- Ústav "Mezinárodní tomografické centrum", sibiřská pobočka Ruské akademie věd
- Centrální sibiřská botanická zahrada
- Prezidium Sibiřské pobočky Ruské akademie věd
- Novosibirská státní univerzita
- Vyšší odborná škola informatiky Novosibirské státní univerzity
- Fyzikální a matematická škola Novosibirské státní univerzity
- Vyšší vojenská velitelská škola